# Роаноук (колония)
Колонията на остров Роаноук е опит на група англичани в края на XVI век да създадат селище на остров Роаноук край бреговете на днешна Северна Каролина.

## История
През по-голямата част на XVI век англичаните гледат към Новия свят със смесени чувства. От една страна те са заинтригувани да извлекат бързи и големи печалби от Америка, от друга страна са притеснени от възможен сблъсък с властващата тогава морска сила Испания. Разбиването на Непобедимата армада от английския флот отваря вратите за английското колониално разширение към северноамериканските земи.
През 1585 година един от пионерите на английската колонизация сър Уолтър Роли дава за задача на братовчед си сър Ричард Гренвил да предвожда група до остров Роаноук, в близост до днешна Северна Каролина, и да изгради там колония. Гренвил пристига на острова с около 600 души, от които 107 остават там. Опитът да създадат трайно селище претърпява провал. Липсата на храна и сблъсъците с местните индианци карат част от заселниците да се отправят обратно за Англия с обещанието следващата година да се завърнат с припаси и подкрепление.
През пролетта на 1586 година островът е посетен от сър Франсис Дрейк. Тъй като обещаното подкрепление от Англия още не било дошло, заселниците от Роаноук се качват на корабите на Дрейк и отплават за Англия.
През 1587 година Роли отново се опитва да възроди опитите си за създаване на селище на острова и изпраща кораб с 91 мъже, 17 жени (две от които бременни) и 9 деца. Скоро след пристигането една от бременните ражда момиче – Вирджиния Деър – първото дете на английски родители, родено в Америка. Скоро след това водачът на експедицията Джон Уайт отплава обратно за Англия с намерението да подсигури още продоволствия и заселници за колонията. Междувременно обаче между Испания и Англия избухва война и Уайт не успява да стигне до остров Роаноук цели 3 години. Когато стъпва на острова през 1590 година, намира поселището напълно изоставено, без никакви следи от хора и каквато и да е информация относно тяхната съдба. Липсват и следи от нападение или борба в поселището. Единствено върху един дървен стълб намират издълбан надпис „Кроатоан“. През 1602 година нова експедиция посещава острова, но следи от изчезналите колонисти така и не са намерени.